# 娜塔莉·澤蒙·戴維斯
娜塔莉·澤蒙·戴維斯（英語：Natalie Zemon Davis，1928年11月8日—2023年10月21日），加拿大-美国歷史學家，主要研究領域為法國、歐洲近代史研究。

## 生平
1928年，娜塔莉出生於底特律的猶太家庭。中學時期就讀Kingswoods中學，並以優異的成績進入Smith College;大學畢業後進入哈佛大學繼續攻讀歷史，在其丈夫錢德勒·戴維斯獲得密西根大學的教職後，轉學至密西根大學並在1959年完成其博士論文。
娜塔莉於獲得博士學位後，任教於布朗大學，在美國的紅色恐慌期間因其與其丈夫之政治立場而受到壓迫，離開美國至加拿大多倫多大學繼續其研究。
回到美國後，先於加州大學柏克萊分校任教，後轉至普林斯頓大學，並工作至退休。